# Horlivka
Horlivka (ukrajinsky Горлівка; rusky Горловка – Gorlovka) je průmyslové město a dopravní uzel na východoukrajinském Donbasu. Leží na severovýchodě Doněcké oblasti, přibližně 50 km severně od Doněcku a je sídelním městem Horlivského rajónu. V současné době zde žije 220 000 obyvatel; jejich počet kvůli ekonomické recesi klesá (v 80. letech 20. století přesahoval 300 000).

## Historie
V roce 1779 byl založen Gosudarev Posad (Hospodářovo sídlo) zemědělsko-dělnického charakteru. Jméno Gosudar bylo ustáleným označením majitele nebo správce panství. Vesnice se nelišila od okolních osad Donbasu. Její rozvoj byl spojen se stavbou železnice Kursko–charkovsko–azovské železnice roku 1867 V roce 1869 byla přejmenováno podle důlního inženýra P. Gorlova na Gorlovka (místně Horlivka). Dělnické město poskytovalo základní služby a organizaci několika těžebních táborů. Během ruské revoluce v roce 1905 bylo dějištěm ozbrojeného povstání. V dubnu 1918 Horlivku ovládly jednotky loajální k Ukrajinské lidové republice. Pod sovětskou kontrolou od 20. do 30. let 20. století Horlivka hospodářsky expandovala tak, že se stala hlavním centrem těžby v Ukrajinské SSR.
Počátkem 20. století zde žilo zhruba 7000 osob; bouřlivý rozvoj nastal s masivní industrializací Donbasu v meziválečné éře.
V letech 1941–1943 město okupovaly německé jednotky, během 2. světové války ustupující nacisté vypalovali budovy i obytné domy a dopouštěli se masových střeleb. Přesto se počet obyvatel města do konce války zvýšil na více než 400 000. Poválečný hospodářský boom trval až do v 90. let 20. století, v posledních letech bylo mnoho dolů uzavřeno. Počet obyvatel klesl během 90. let o více než deset procent.
V roce 2022 ukrajinské zprávy tvrdily, že ve městě probíhala vojenská ofenzíva.

### Válka na Donbasu
V polovině dubna 2014 a krátce poté dobyli proruští separatisté několik měst v Doněcké oblasti, obsadili policejní stanici a radnici v Horlivce. 11. června zatkli starostu Jevhena Klepa, unesli a usmrtili místostarostu Volodymyra Rybaka. Samozvaný starosta Horlivky Volodymyr Kolosniuk byl později zatčen.

## Hospodářství a infrastruktura

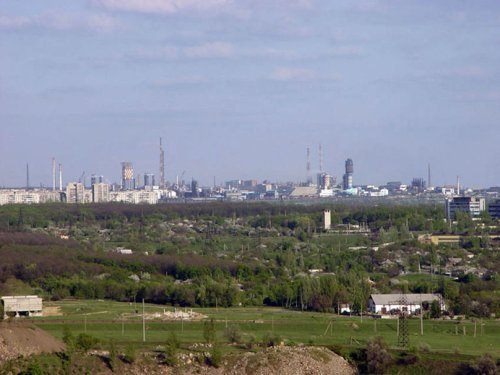
Průmyslový areál koncernu Stirol

Horlivka je standardní a utilitární panelové město bez historických památek. Po útlumu hornictví, průmyslu a s pokračujícím válečným ohrožením stále ubývá obyvatelstvo. Funguje zde několik uhelných dolů a největší ukrajinský průmyslový koncern Stirol.

## Doprava
Horlivka je hlavním železničním uzlem celého Donbasu. Na území města se nachází 5 železničních stanic a několik zastávek. 6 železničních tratí odtud vede ve směrech na Jasynuvatu a Doněck, Pokrovsk a Dnipro, dále na Slovjansk, Siversk, Popasnu a Debalceve. Ve městě jsou provozovány 4 linky tramvajové a 4 linky trolejbusové dopravy.

## Kultura, památky a muzeum
- Palác kultury ze 30. let 20. století, typová stavba stalinské éry, je centrem dění.
- Pravoslavná katedrála Zjevení Páně, postavená po roce 1990 místo dávno zbořeného novorenesančního chrámu z 19. století; monumentální stavba univerzálního ruského stylu.
- Muzeum umění má pozoruhodnou sbírku ruského a sovětského malířství, ve které jsou zastoupeni např. mistři secese Leon Bakst a Nikolaj Konstantinovič Rerich.